# سيث بارتون (كيميائي)
سيث بارتون (بالإنجليزية: Seth Barton)‏ هو كيميائي أمريكي، ولد في 8 سبتمبر 1829 في فريدريكسبيورغ في الولايات المتحدة، وتوفي في 11 أبريل 1900 في واشنطن العاصمة في الولايات المتحدة.